# Vrhovje
Vrhovje je naselje u slovenskoj Općini Cerklju na Gorenjskem. Vrhovje se nalazi u pokrajini Gorenjskoj i statističkoj regiji Gorenjskoj. 

## Stanovništvo
Prema popisu stanovništva iz 2002. godine naselje je imalo 0 stanovnika.